# Laura Shigihara
Laura Shigihara és una compositora de videojocs, desenvolupadora de jocs independent i cantautora japonesa-estatunidenca nascuda al Japó al segle xx. Ha creat música i sons per a més de 25 jocs de vídeo, però és més coneguda com la compositora principal i dissenyadora de so del joc Plants vs. Zombies. És d'ascendència mig japonesa i a més d'escriure i interpretar la versió anglesa de la cançó dels crèdits finals, «Zombis en la vostra gespa», també va escriure i va interpretar la versió japonesa, «Uraniwa ni Zombis ga». Shigihara va posar la veu al girasol mascota que canta de World of Warcraft: Cataclysm. També va participar juntament amb altres compositors com Nobue Uematsu i Yasunori MItsuda a l'àlbum benèfic Akira Yamaoka's Play for Japan.

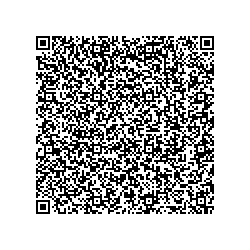
Un codi QR que mostra la informació pública de Laura Shigihara

## Biografia
De mare francesa-estatunidenca i pare japonès va créixer entre els Estats Units i al Japó. Va rebre formació clàssica de piano durant onze anys, i vau aprendre de forma autodidacta a tocar la guitarra i percussió. Va créixer amb un gran amor pels videojocs, arribant a aprendre la música d'oïda i tocant-la al piano. Durant l'etapa universitària li van donar una versió antiga del programari d'enregistrament d'àudio Cakewalk, que va utilitzar per aprendre a fer arranjaments, barrejar música, produir i reproduir bandes sonores d'antics jocs de vídeo i compondre les seves pròpies cançons. Un amic seu va fer arribar d'amagat material original seu a discogràfiques del Japó i li van oferir contractes com a cantant, però no va acceptar les ofertes per motius personals.
Poc després de tornar als EUA Shigihara va agafar una feina com a directora de so d'una una empresa que va produir un l'àudio d'un programa de debat i materials d'aprenentatge d'anglès a través d'Apple Japó. També va publicar un àlbum d'estudi i va compondre la seva primera banda sonora d'un videojoc per a un petit joc anomenat Wobbly Bobbly. Estava tan entusiasmada per estar treballant en un videojoc que els va dir que ho faria de franc. A l'empresa li va agradar la seva feina i li van pagar per crear la música de molts altres projectes posteriors. Així va anar creant el seu portfoli i ja ha treballat en més de 25 títols incloent-hi Plants vs. Zombis, Ghost Harvest, World of Warcraft, Minecraft, i l'RPG independent To the Moon. En el seu temps lliure també ha creat un joc de rol basat en música, anomenat Melolune, i recentment ha participat en l'àlbum benèfic d'Akira Yamaoka Play for Japan, al que ha contribuït amb la cançó original «Jump». El 16 de novembre de 2011, va publicar el senzill “Cube Land” amb relació a Minecraft i Plantes vs. Zombis. També és coneguda per les seves paròdies del Minecraft .

## Discografia
Els seus treballs originals inclouen:
- «Cube Land» (Minecraft)
- Banda sonora original de «To the Moon» (Freebird Jocs) amb Kan Gao
- «From the Ground Up» (Minecraft)
- «Celestial Beings» (Celestial Mechanica)
- Plants vs. Zombies: La Banda sonora (Plante vs. Zombies)
- «Blood Elf Druids» (World of Warcraft)
- Melolune: part 1 de la banda sonora original (Melolune, un joc original fet per Shigihara utilitzant el motor d'RPG RPG Maker XP)
- «My Blue Dream»
- «Everything's Alright» (To the Moon)
- Treball conjunt amb C418 a «Tsuki cap Koibumi» (C418's, one)[12]
- «First Day»(High School Story)
- «Aether C» (The Basement Collection